# シャーヒ・ズィンダ廟群

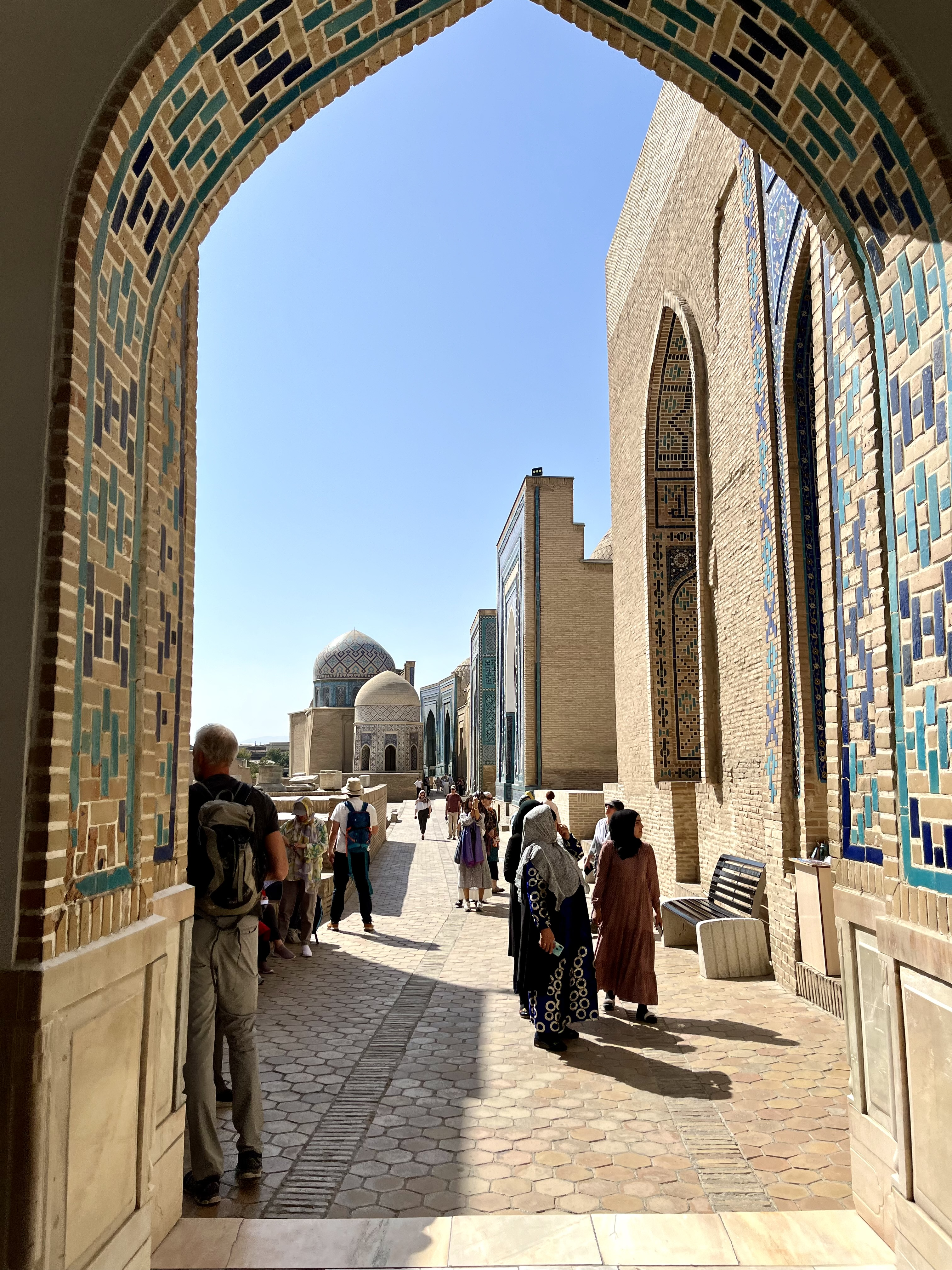
霊廟群の一部

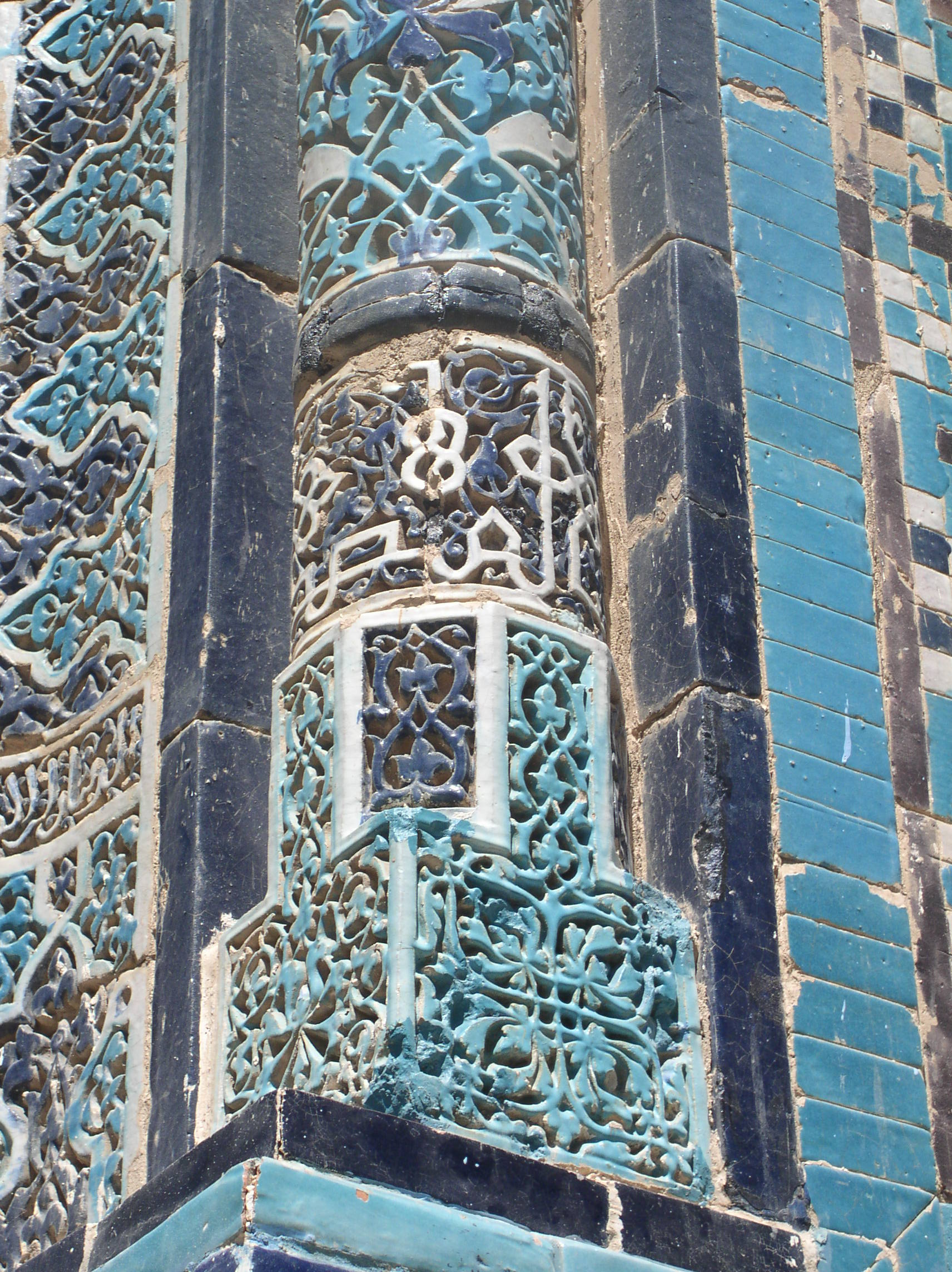
建物の柱の意匠

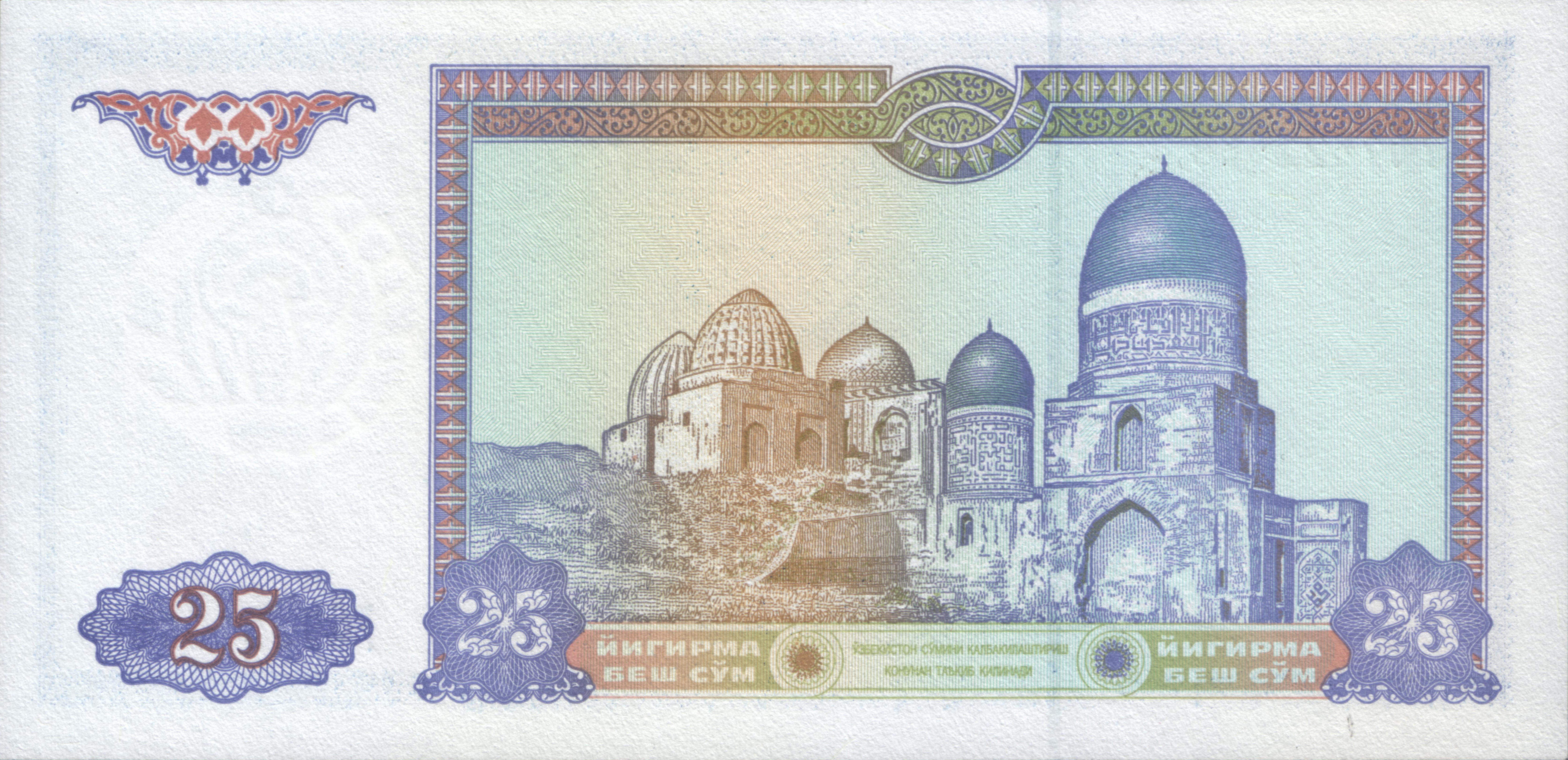
25スム札に描かれたカーディー・ザーダ・アッ＝ルーミー廟

シャーヒ・ズィンダ廟群 (シャーヒ・ズィンダびょうぐん、ラテン文字:Shah-i-Zinda、ウズベク語: Shohi zinda / Шоҳизинда、ペルシア語: شاه زنده、生ける王を意味する) はウズベキスタン・サマルカンドの北東部にあるネクロポリス (霊廟群)である。シャーヒ・ズィンダ廟やシャーヒ・ズィンダ複合体という名称も用いられる。「ズィンダ」は「ジンダ」とも表記する。

## 歴史
シャーヒ・ズィンダ廟群には9～14世紀及び19世紀に建設された儀式用の建築物と霊廟の集合体である。シャーヒ・ズィンダ (生ける王を意味する) という名前は預言者ムハンマドのいとこであるクサム・イブン・アッバース (Kusam ibn Abbas, Qassim-ibn-Abbas)が7世紀にイスラム教布教のためアラブ人によるサマルカンドへの侵攻が行われた時期にこの地を訪れ、同時期に埋葬されたという伝説と密接に結びついている。一般的に知られている伝説においては、彼はその信仰のため斬首されたが、自分の首を拾って地中深い井戸の中にある楽園の庭に行き、現在でも生きているとされている。
シャーヒ・ズィンダ廟群は11世紀から19世紀までの9世紀の間に作られており、現在では20以上の建造物の集合体となっている。
シャーヒ・ズィンダ廟群は建物の建つ位置の高さから大きく3つのグループに分かれる。これらの建築物はチャルタク (Chartak) と呼ばれる、4つのアーチ状をしたドーム型の通路で結ばれている。一番初めに建設された建物の建設時期は11～12世紀に遡る。当時の建築物の基礎部分や墓石などの主な部分は現代まで残っている。建物の大部分は14～15世紀に建設された。16～19世紀に再建築がなされたが、建物の構成や外観は変化していない。
初期の中心的な建築物であるクサム・イブン・アッバースに関する建築物は廟群の北東部に位置する。それらの中で最も古い建築物であるクサム・イブン・アッバースの霊廟とモスク (16世紀)はこの建築物群の中に位置する。
廟群の内、高い位置にある建物は互いに向かい合う3つの廟群から構成されている。最初に作られたのはホージャ・アフマド (Khodja-Akhmad) 霊廟 (1340年代)であり、中心の通路の北側に位置する。右側にある1361年に建設された霊廟は中心の通路の東側に位置する。
中位置に立つ建築物のグループは14世紀の第4四半世紀に建設が開始された。最初の半分は15世紀に建設され、ティムールの親戚や軍事的、宗教的に高位にあった者の名前と結びついている。西側にはティムールの姪にあたるシャーディ・ムルク・アーガー (Shadi Mulk Aga)の霊廟があり、1372年に建設された。反対側にはティムールの妹であるシリン・ベク・アーガー (Shirin Bika Aga) の霊廟がある。
シリン・ベク・アーガー廟のとなりにはオクタヘドロン (Octahedron)と呼ばれる、15世紀前半の地下室がある。
多段階段を降りた先には、低位置に立つ建築物の内もっとも均整のとれた建築物が位置する。15世紀初めに建設された2つのクーポラを持つ霊廟である。この霊廟は数学者であり天文学者であったカーディー・ザーダ・アッ＝ルーミーを祀っている。ウルグ・ベクにより1434～1435年にかけて彼の墓の北側に建設されたこの霊廟はティムール王家の霊廟と同じ高さのクーポラを持つ。
シャーヒ・ズィンダ廟群に至る入口の門 (ダルヴァザハナ - Darvazakhanaもしくは最初のチャルタク) は1434～1435年にかけてウルグ・ベクの命により建設された。

## ギャラリー

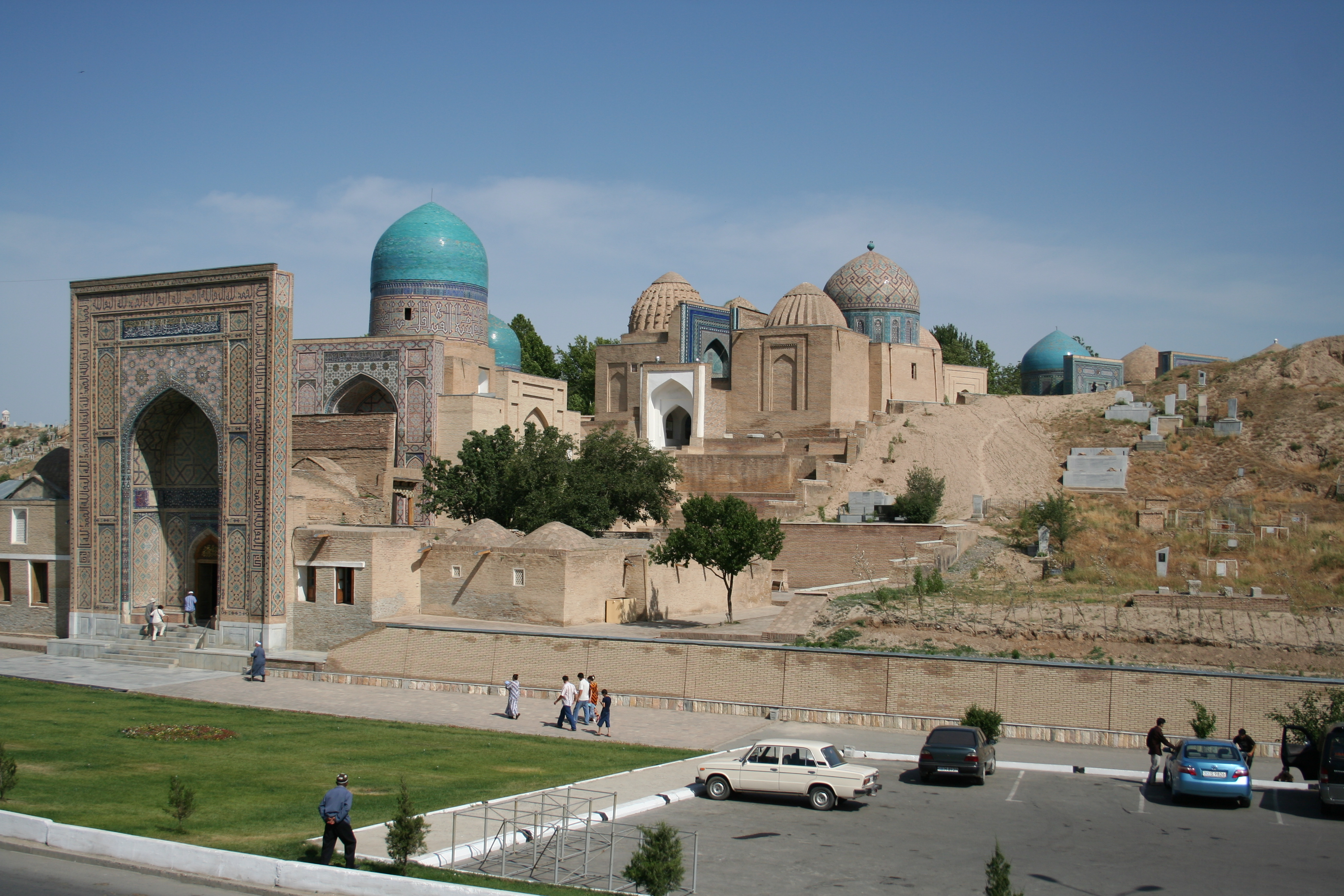
シャーヒ・ズィンダ廟群の全体像
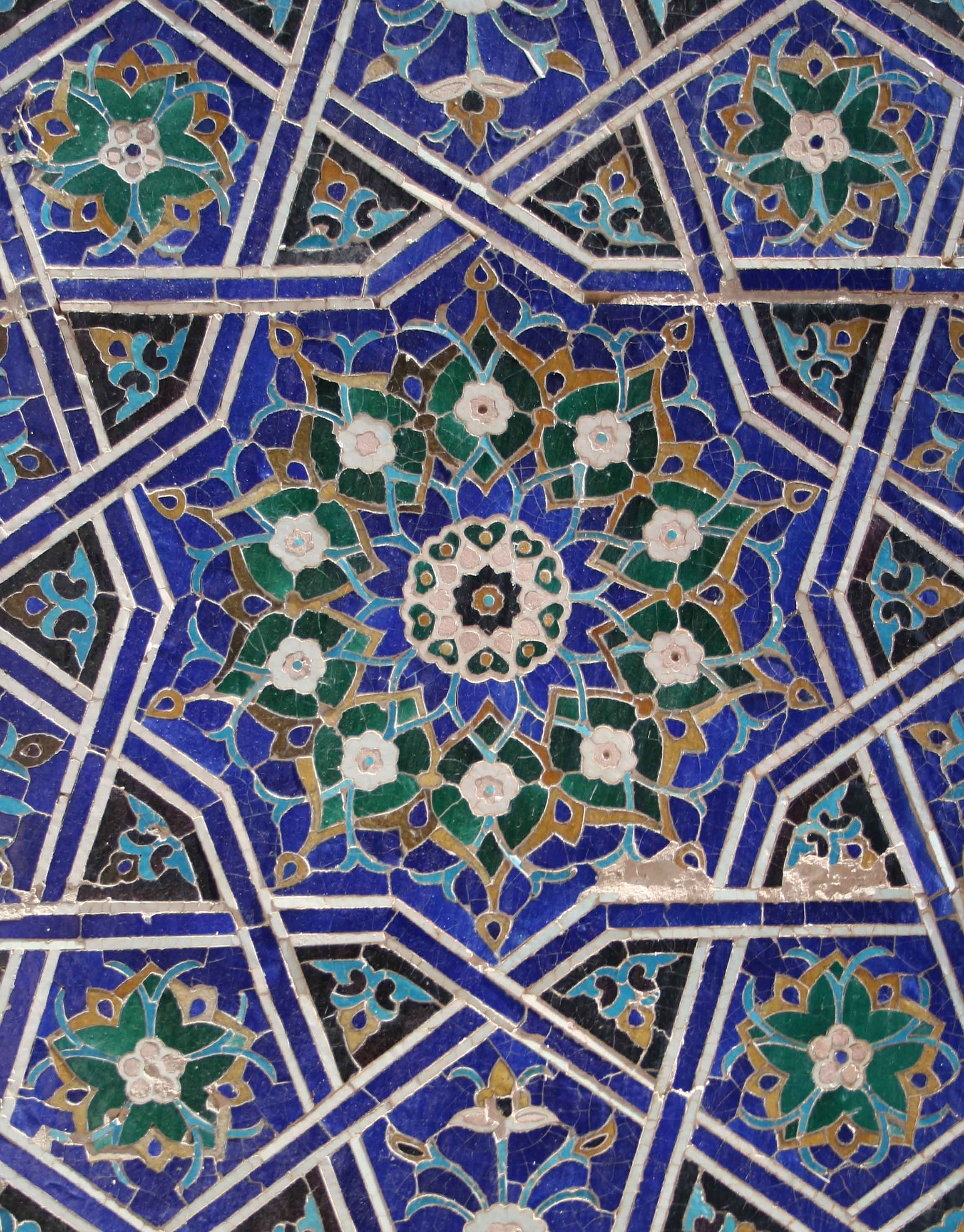
建物の装飾
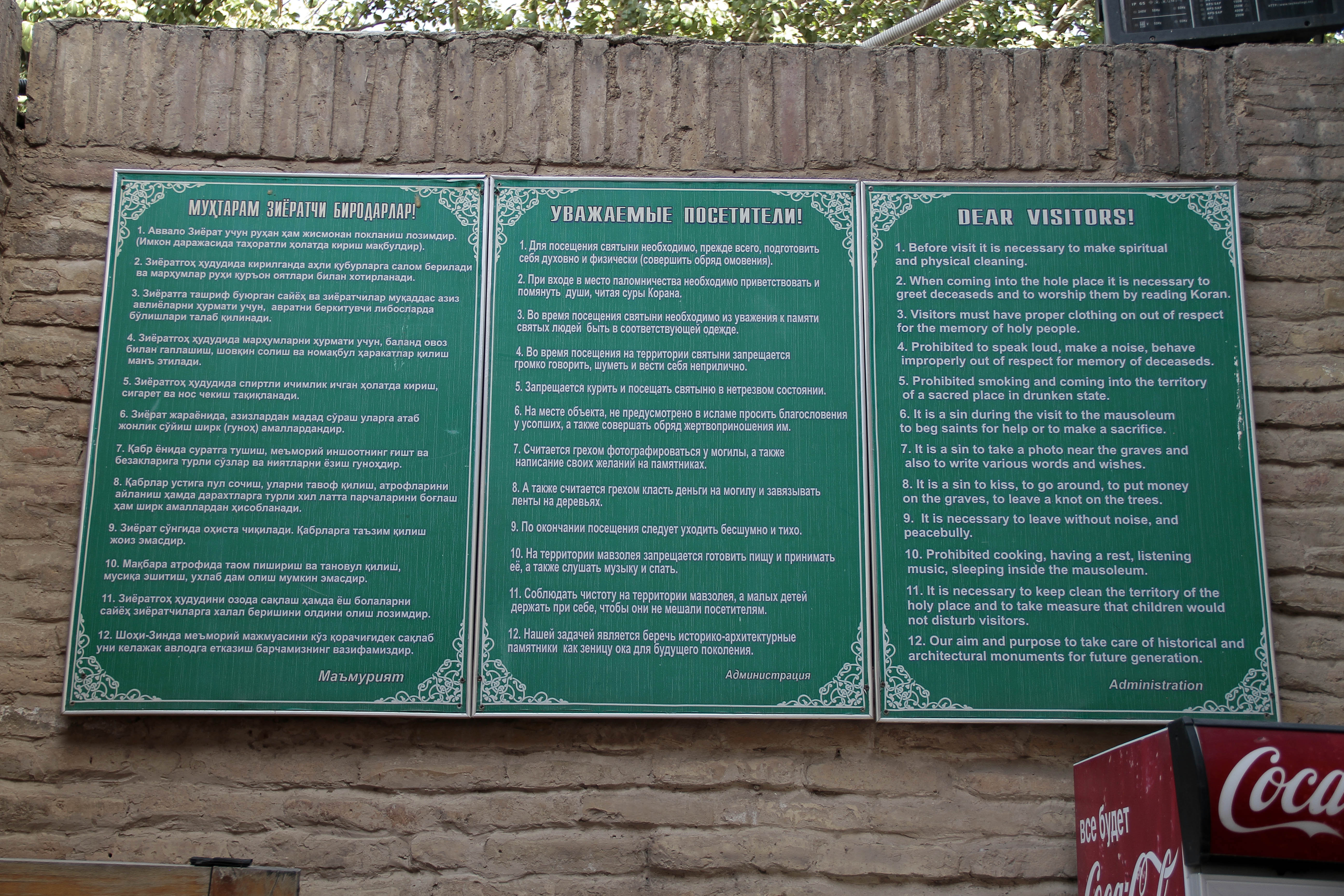
建物の案内板
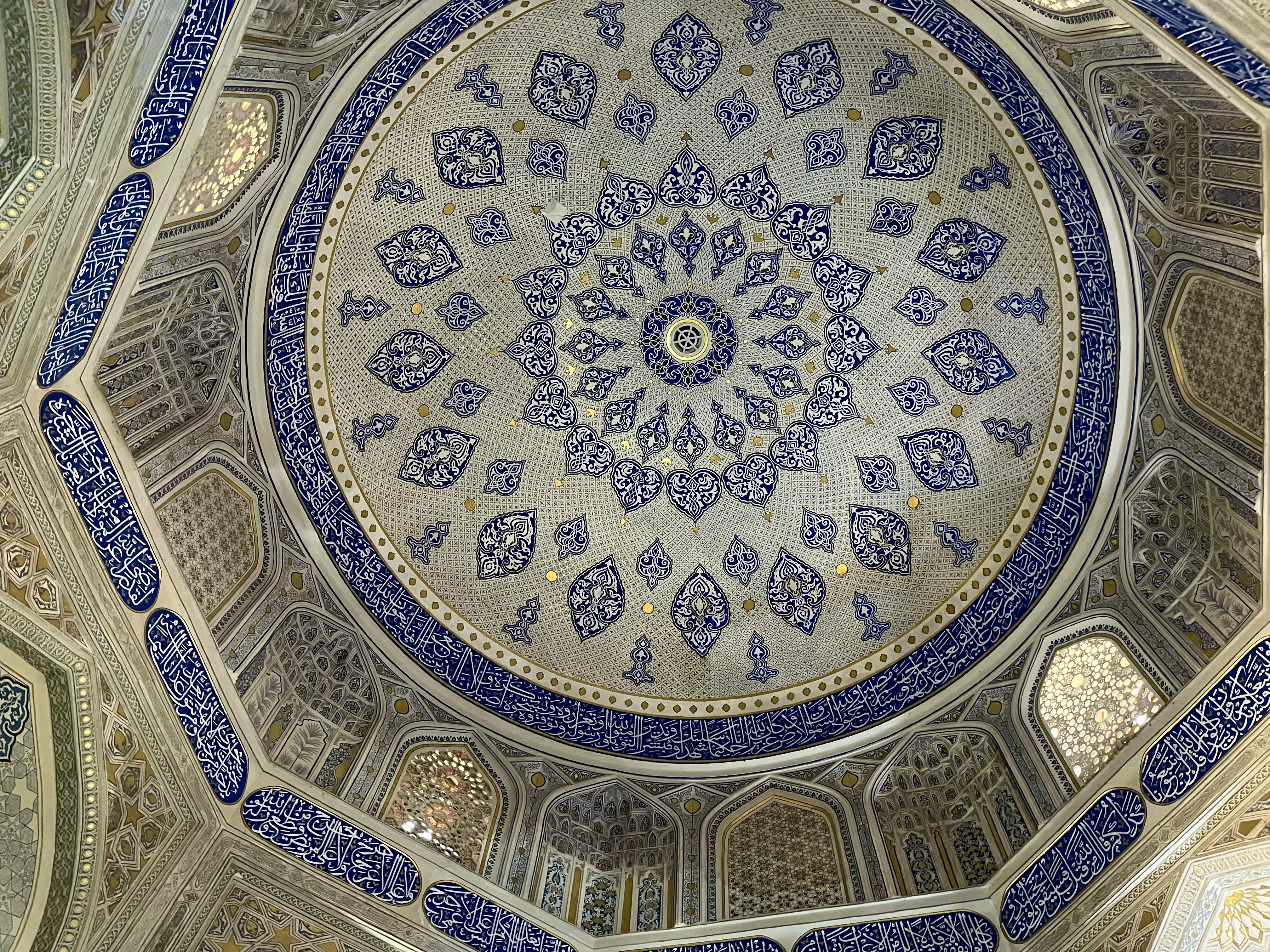
シリン・ベク・アーガー廟の内部
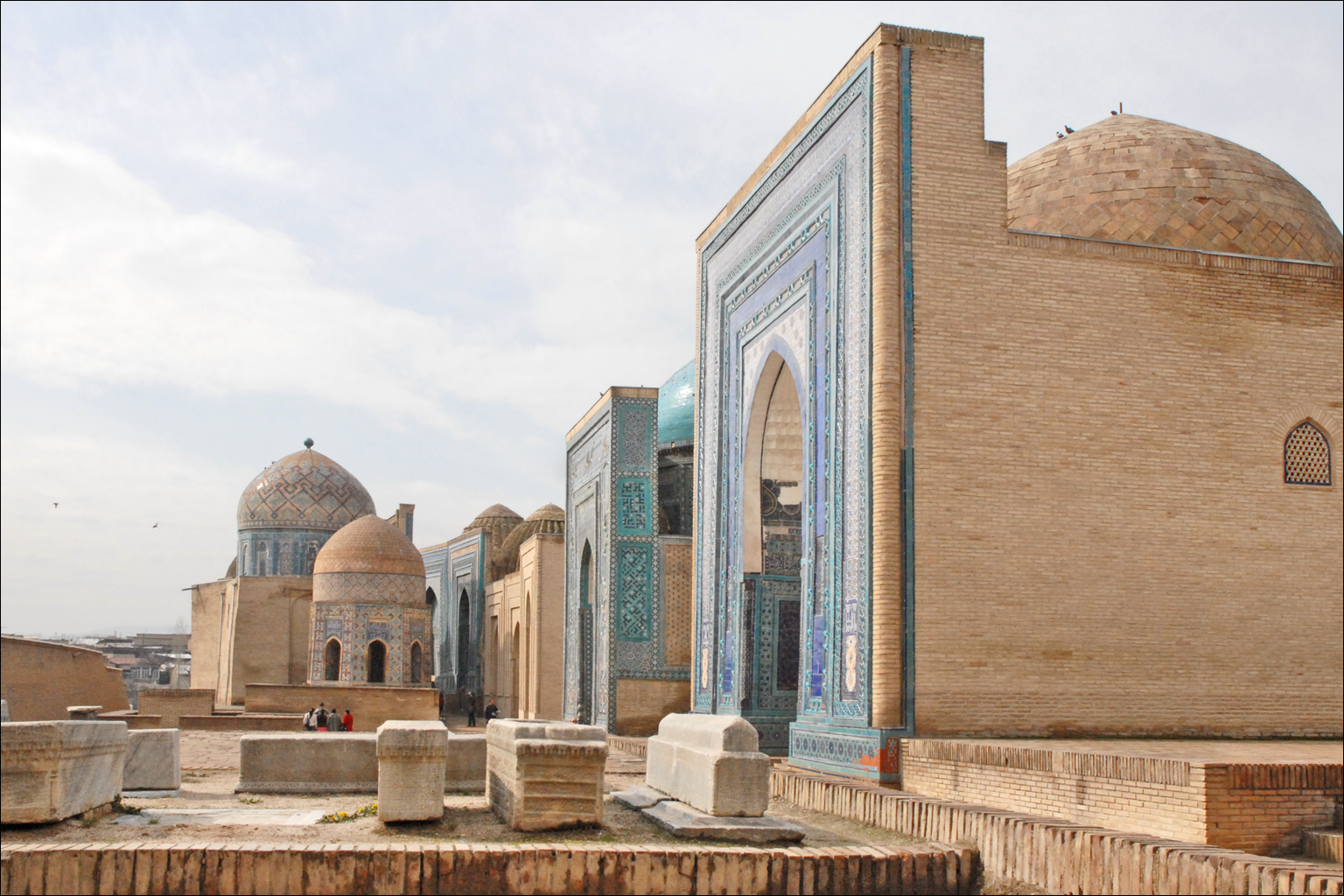
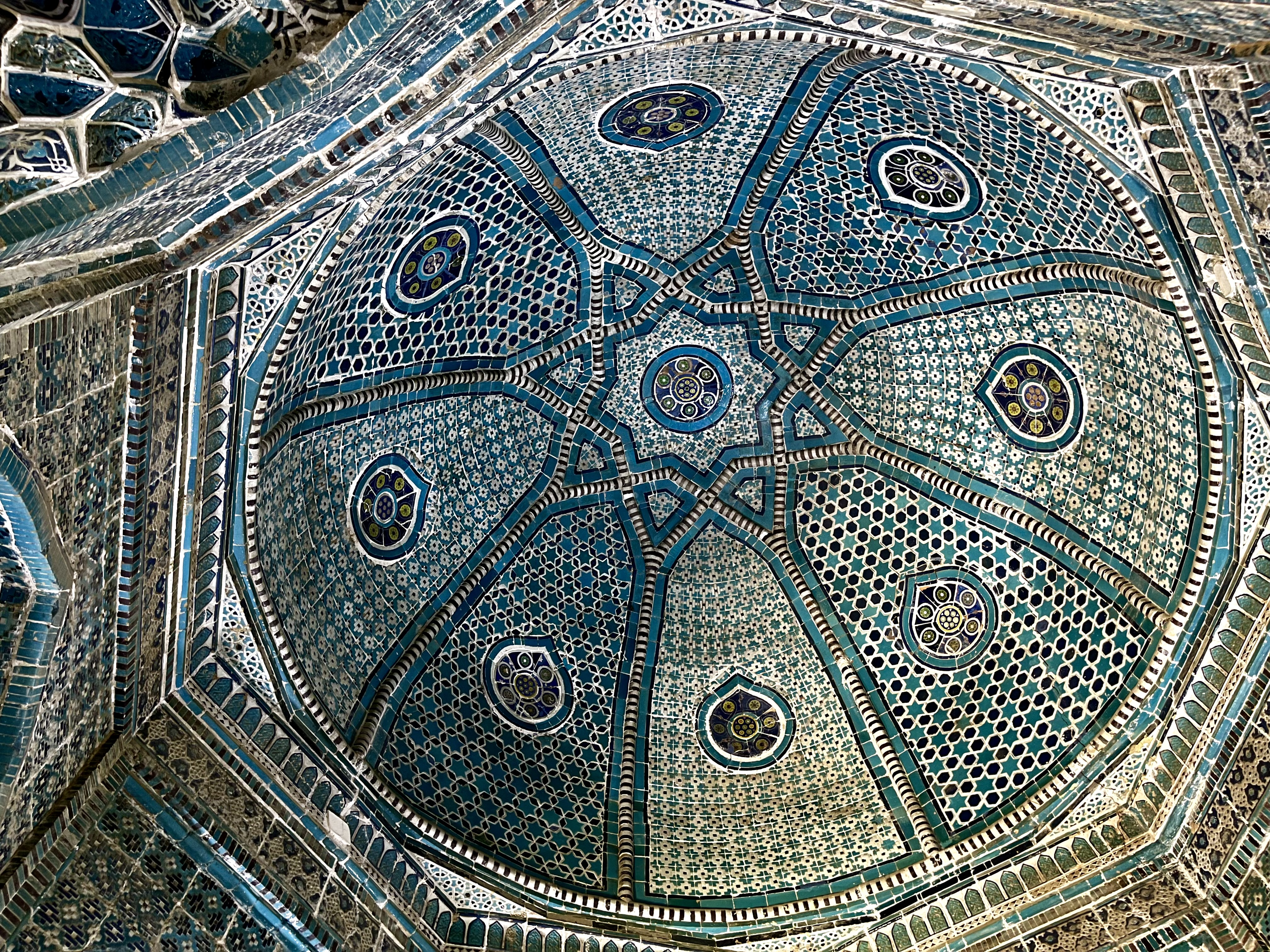
シャーディ・ムルク・アーガー廟の天井部